# Гильманов, Мурат Курмашевич
Мурат Курмашевич Гильманов (каз. Мұрат Құрмашұлы Гильманов; 23 апреля 1942, Ош, Киргизская Советская Социалистическая Республика — 15 сентября 2014, Алма-Ата) — советский и казахстанский учёный, доктор биологических наук (1991), профессор (1992), академик Национальной академии наук Республики Казахстан (2003).

## Биография
В 1964 году окончил Казахский государственный университет.
С 1983 года является заведующим лабораторией структуры и регуляции ферментов Института молекулярной биологии и биохимии им. М. А. Айтхожина НАН РК.
C 1993 по 1995 гг. — исполняющий обязанности генерального директора Национального центра по биотехнологии Республики Казахстан.

## Научная деятельность
Сфера научной деятельности Гильманова включает биохимию растений, клеточную биологию и биотехнологию. Гильманову и его научной школе принадлежит приоритет установления строения и функций субклеточных органелл растительной клетки — сферосом. Исследования привели к разработке инновационных технологий получения препаратов — фосфатидилинозитола, ферментов и биорегуляторов, разработке новых систем транспорта лекарств, которые проходят испытания в медицинских учреждениях. Лаборатория Гильманова имеет тесные научные связи с учёными Российской Федерации, Израиля, Нидерландов, США. Имеет более 150 научных публикаций.

## Награды
Награждён Серебряной медалью ВДНХ СССР.

## Сочинения
- Методы очистки и изучения ферментов растений (в соавторстве с О. В. Фурсовым и А. П. Францевым), — Алма-Ата: Наука, 1981.
- Строение и функции сферосом растительной клетки (в соавторстве с коллективом), — Алма-Ата, 1997.